# Hej rup!
Hej rup! is een Tsjechoslowaakse komedie uit 1934 geregisseerd door Martin Frič. Populaire acteurs en toneelschrijvers van Osvobozené divadlo (Bevrijd Theater) Jiří Voskovec en Jan Werich schreven samen met Martin het scenario, en speelden de hoofdrollen in de film.

## Verhaal
De miljonair Mr. Worst (gespeeld door Josef Skřivan), eigenaar van een fabriek die melk in blik produceert, besluit zijn concurrent, zuivelmagnaat Jakub Simonides (Jan Werich) te ruïneren. Terwijl Jakub meerdere dagen achter elkaar in een bar wordt gehouden om kaart te spelen, dalen de aandelen van zijn bedrijf en tegen de tijd dat hij de bar verlaat, is zijn bedrijf failliet gegaan. Voordat hij hiervan weet, hoort hij op de radio een toespraak van de werkloze Filip Kornet (Jiří Voskovec), die hem zo ontroert dat hij hem een baan als secretaris aanbiedt, die hij kort daarna moet intrekken.
Filip biedt aan om zijn gids te zijn tijdens zijn leven als werkloze, en samen lopen ze door de straten op zoek naar werk. Tijdens deze reis ontmoeten ze Marta, het barmeisje van de bar waar Jakub kaarten had gespeeld, en waar hij zijn portemonnee had verloren. Marta heeft de portemonnee gevonden, en hoewel er geen geld in zit, bevat het wel een akte van een half gebouwde fabriek onder Jakub's naam.
Met de hulp van andere werklozen voltooiden ze de bouw van de fabriek en richtten ze een arbeiderscoöperatie op, genaamd "Hej Rup". De winst van de coöperatie wordt op een gemeenschappelijke rekening gezet en na een paar maanden is het bedrijf voldoende gegroeid om een concurrent te zijn van de fabriek van Worst. Worst hernieuwt zijn pogingen om het bedrijf van Jakub te ruïneren, maar deze keer mislukken ze, en de Hej-Rup-bende wordt aandeelhouder in het bedrijf van Worst.

## Rolverdeling
| Acteur               | Personage                                                    |
| -------------------- | ------------------------------------------------------------ |
| Jirí Voskovec        | Filip Kornet                                                 |
| Jan Werich           | Jakub Simonides                                              |
| Helena Bušová        | Marta                                                        |
| Josef Skrivan        | Worst, president van een fabriek die melk in blik produceert |
| Theodor Pištek       | Brown, directeur van Simonides                               |
| Alois Dvorský        | huishoudster                                                 |
| Zvonimir Rogoz       |                                                              |
| Václav Trégl         |                                                              |
| Frantisek Cerný      |                                                              |
| Miroslav Svoboda     |                                                              |
| Jan W. Speerger      |                                                              |
| Jan Richter          |                                                              |
| František Filipovský |                                                              |
| Bohuš Záhorský       |                                                              |